# Mikrobiální těžba
Mikrobiální těžba je proces, při němž dochází k těžbě určitých kovů pomocí mikroorganismů. Zdrojem mohou být rudy či odpadní vody. V současnosti existují dvě technologie tohoto typu. Jedna na získávání mědi a druhá na získávání železa (Thiobacillus ferrooxidans). Jde o to, že mikroorganizmus odebírá určitou látku ze substrátu. Tu ve svém metabolismu přetváří a následně po usmrcení organizmu nebo po získání jeho metabolitů je tato látka dále chemicky upravována.